# Paul Lenhardt
Paul Lenhardt (Lebensdaten unbekannt) war ein deutscher Fußballspieler.

## Karriere

### Holstein Kiel
Lenhardt gehörte Holstein Kiel als Mittelfeldspieler an, für den Verein er in der Saison 1909/10 in der vom Norddeutschen Fußball-Verband ausgetragenen Meisterschaft im Bezirk Kiel Punktspiele bestritt und diese auch gewann. Zudem für die Endrunde um die Norddeutsche Meisterschaft qualifiziert, gewann er mit seiner Mannschaft am 10. April 1910 in Hamburg das Finale gegen Werder Bremen mit 7:1 Toren. Als Teilnehmer an der Endrunde um die Deutsche Meisterschaft 1909/10 ebenfalls qualifiziert, drang er mit seiner Mannschaft bis ins Finale vor, das am 15. Mai in Köln jedoch erst in der Verlängerung durch das Strafstoßtor von Max Grafe in der 114. Minute mit 0:1 gegen den Karlsruher FV verloren wurde. Zuvor kam er am 17. April 1910 im Stadion Hoheluft beim 4:1-Sieg gegen den BFC Preussen aus Berlin im Viertelfinale zum Einsatz. Auch im Halbfinale, beim 6:0-Sieg über den Rixdorfer FC Tasmania 1900 – ebenfalls im Stadion Hoheluft –, wurde er eingesetzt.

### BuEV Danzig
Nach Danzig gelangt, spielte er von 1910 bis 1912 für den ortsansässigen Ballspiel- und Eislauf-Verein im Bezirk VIII in der vom Baltischen Rasen- und Wintersport-Verband organisierten Meisterschaften. Belegte er am Saisonende 1910/11 noch den zweiten Platz hinter dem SV Ostmark Danzig, so war es am Ende der Folgesaison umgekehrt. Die sich anschließende Endrunde um die Baltische Fußballmeisterschaft wurde über das Viertel- und Halbfinale eindrucksvoll gemeistert, sodass das am 14. April 1912 auf dem heimischen Sportplatz des Korps-Bekleidungsamtes ausgetragene Finale mit 3:2 gegen den VfB Königsberg gewonnen wurde. Aufgrund des Erfolges kam er einzig am 5. Mai 1912 für den Verein im Viertelfinale der Endrunde um die Deutsche Meisterschaft zum Einsatz, das gegen den BTuFC Viktoria 89 mit 0:7 deutlich verloren wurde.

## Erfolge
Holstein Kiel
- Zweiter der Deutschen Meisterschaft 1910
- Norddeutscher Meister 1910
- Bezirksmeister Kiel 1910

BuEV Danzig
- Baltischer Meister 1912
- Bezirksmeister Danzig 1912